# Latifa Jbabdi
Latifa Jbabdi (en arabe : لطيفة جبابدي) est une féministe marocaine, née en 1955, connue notamment pour son action pour faire évoluer la Moudawana. Elle a également été élue députée en 2007.

## Biographie
Elle est née en janvier 1955 à Tiznit, dans le sud du Maroc. Elle fait des études dans cette ville puis à Agadir. Elle y découvre un milieu scolaire et étudiant en effervescence politique. Elle adhère à un mouvement clandestin, dit du « 23 mars » en souvenir du 23 mars 1965 où des manifestations étudiantes ont été durement réprimées à Casablanca. Arrêtée en 1972. Puis en 1977, elle est à nouveau incarcérée et accusée d’atteinte à la sûreté de l’État. Durant son emprisonnement au Derb Moulay Chérif, centre de torture à Casablanca, elle découvre que les prisonnières politiques sont torturées au même titre que les hommes, mais subissent en plus des mesures vexatoires et discriminantes liées à leur genre. À sa sortie de prison, après une période de  convalescence, elle reprend ses activités militantes. Elle est une des membres fondatrices de l’Association marocaine des droits humains (AMDH) à la fin des années 1970,  et devient rédactrice en chef du journal 8 Mars de 1983 à 1995,.
Le journal du 8 mars évolue, et devient le mouvement du 8 Mars, puis l’Union de l’action féminine (UAF) en 1987. Elle participe à la fondation de cette organisation non gouvernementale et en devient la présidente.  C’est dans ce cadre qu’en 1992, est conçu le projet de présenter aux autorités une pétition d’un million de signatures, exigeant la réforme du code de la famille.  .
De premières évolutions, réduites, sont obtenues en 1993.  Mais surtout, la question des femmes devient un thème des politiques publiques.  Quand un gouvernement socialiste accède au pouvoir en 1998, son premier ministre, Abderrahman Youssoufi, reçoit Latifa Jbabdi, accompagnée d’une délégation de l’UAF, et prend note de leurs principales requêtes. Toutefois, à la suite des pressions exercées par des groupes islamistes, il faut l’appui du roi Mohamed VI pour que ce dossier avance.  Finalement, un nouveau code de la famille est adopté en 2004.
En 2005, elle est mise à l’honneur par une ONG américaine, « Vital Voices (en) », pour sa contribution à l’amélioration de la situation de la femme au Maroc, et à la reconnaissance de leurs droits.
Latifa Jbabdi s’intéresse aussi à la place des femmes dans le domaine politique.  En 2007, un quota de 10% de femmes pour les élections parlementaires est institué. Latifa Jbabdi est elle-même parmi les quatre élues de cette législative, soutenue par l'Union socialiste des forces populaires. Elle remporte la circonscription de Rabat-Océan.  Cet accès au parlement lui permet de mieux mesurer l’étendue de la misogynie des institutions politiques.  Il n’y a aucune femme au bureau du parlement, et aucune commission parlementaire n’est présidée par une femme. Les problématique féminines indiffèrent l’assemblée. Les représentantes élues  décident alors de s’unir, en formant le «Forum des femmes parlementaires».  Elles parviennent à faire instituer un quota de 12% de femmes pour les élections communales de 2008. Latifa Jbabdi quitte la circonscription où elle avait été élue en 2011.
Elle continue également à militer pour une réforme plus forte du code de la famille. Elle obtient qu'une nouvelle version de ce texte soit promulguée en 2024, une version qui reste encore à ces yeux incomplète.